# 第一次西里爾·拉馬福薩內閣
第一次西里爾·拉馬福薩內閣於2018年2月27日成立，此前（2018年2月15日）拉馬福薩在雅各布·祖瑪辭職後正式接任南非總統，以完成剩餘的任期。之後在2月26日，拉馬福薩公布了新內閣的名單。在環境事務部長埃德娜·莫勒瓦去世以及內政部長馬盧西·吉加巴辭職後，總統於2018年11月22日宣布改組內閣。該內閣合共有33位部長。

## 內閣成員
| 政黨 | 政黨           |
| ---- | -------------- |
|      | 非洲人國民大會 |
|      | 南非共產黨     |

| 職位 | 職位                       | 部長                                       | 任期   | 任期   | 政黨   |
| ---- | -------------------------- | ------------------------------------------ | ------ | ------ | ------ |
|      | 南非總統                   | 西里爾·拉馬福薩閣下                        | 2018年 | –      | 非國大 |
|      | 南非副總統                 | 戴維·馬比薩閣下                            | 2018年 | –      | 非國大 |
|      | 總統府規劃、監測與評價部長 | 尊敬的恩科薩扎娜·德拉米尼-祖馬國會議員     | 2018年 | 2019年 | 非國大 |
|      | 總統府婦女部長             | 尊敬的巴比利·德拉米尼國會議員              | 2018年 | 2019年 | 非國大 |
|      | 農業、林業與漁業部長       | 尊敬的塞齊尼·佐克沃納國會議員              | 2014年 | 2019年 | 非國大 |
|      | 藝術與文化部長             | 尊敬的納提·姆特斯瓦國會議員                | 2014年 | 2019年 | 非國大 |
|      | 基礎教育部長               | 尊敬的安吉·莫特希金加國會議員              | 2009年 | –      | 非國大 |
|      | 合作治理與傳統事務部長     | 尊敬的茲維里·麥凱赫茲國會議員              | 2018年 | 2019年 | 非國大 |
|      | 國防與退伍軍人部長         | 尊敬的諾西維韋·馬皮薩-朗奎庫拉國會議員     | 2012年 | –      | 非國大 |
|      | 經濟發展部長               | 尊敬的埃布拉欣姆·帕特爾國會議員            | 2009年 | 2019年 | 非國大 |
|      | 能源部長                   | 尊敬的傑夫·拉德貝國會議員                  | 2018年 | 2019年 | 南非共 |
|      | 環境事務部長               | 尊敬的諾維拉·莫庫亞尼國會議員              | 2018年 | 2019年 | 非國大 |
|      | 財政部長                   | 尊敬的蒂托·姆博威尼                        | 2018年 | –      | 非國大 |
|      | 衛生部長                   | 尊敬的亞倫·莫沙拉迪國會議員                | 2009年 | 2019年 | 非國大 |
|      | 高等教育與培訓部長         | 尊敬的納萊迪·潘多爾國會議員                | 2018年 | 2019年 | 非國大 |
|      | 內政部長                   | 尊敬的西亞邦加·奎萊國會議員                | 2018年 | 2019年 | 南非共 |
|      | 人類住區部長               | 尊敬的諾曼底亞·姆費克托國會議員            | 2018年 | 2019年 | 非國大 |
|      | 國際關係與合作部長         | 尊敬的林迪威·西蘇盧國會議員                | 2018年 | 2019年 | 非國大 |
|      | 礦產資源部長               | 尊敬的格威德·曼塔什國會議員                | 2018年 | 2019年 | 非國大 |
|      | 警察部長                   | 尊敬的布赫基·塞萊國會議員                  | 2018年 | –      | 非國大 |
|      | 公共企業部長               | 尊敬的普拉溫·戈登國會議員                  | 2018年 | –      | 非國大 |
|      | 公共服務與行政部長         | 尊敬的阿揚達·德洛德洛國會議員              | 2018年 | 2019年 | 非國大 |
|      | 公共工程部長               | 尊敬的瑟拉斯·恩塞西國會議員                | 2018年 | 2019年 | 非國大 |
|      | 農村發展與土地改革部長     | 尊敬的邁特·恩科亞納-馬沙巴尼國會議員       | 2018年 | 2019年 | 非國大 |
|      | 科學與技術部長             | 尊敬的恩克赫恩薩尼·庫巴伊-恩古巴內國會議員 | 2018年 | 2019年 | 非國大 |
|      | 小企業發展部長             | 尊敬的林迪維·祖魯國會議員                  | 2014年 | 2019年 | 非國大 |
|      | 社會發展部長               | 尊敬的蘇珊·沙班格國會議員                  | 2018年 | 2019年 | 非國大 |
|      | 體育與休閒部長             | 尊敬的托科齊勒·夏薩國會議員                | 2018年 | 2019年 | 非國大 |
|      | 國家安全部長               | 尊敬的迪普奧·萊察齊-杜巴國會議員           | 2018年 | 2019年 | 非國大 |
|      | 通訊部長                   | 尊敬的斯特拉·恩達貝尼-亞伯拉罕國會議員     | 2018年 | –      | 非國大 |
|      | 旅遊部長                   | 尊敬的德瑞克·海內克姆國會議員              | 2018年 | 2019年 | 非國大 |
|      | 貿易與工業部長             | 尊敬的羅布·戴維斯國會議員                  | 2009年 | 2019年 | 南非共 |
|      | 運輸部長                   | 尊敬的布萊德·恩齊曼德國會議員              | 2018年 | 2019年 | 南非共 |
|      | 水與衛生部長               | 尊敬的古吉爾·恩克溫蒂國會議員              | 2018年 | 2019年 | 非國大 |